# Ориониди
Ориониди су метеори који припадају истоименом метеорском роју. Радијант Орионида налази се у сазвежђу Орион, по чему су и добили назив. Ориониди се јављају између 2. октобра и 7. новембра, врхунац достижу 21. октобра. Порекло Орионида долази од Халејеве комете, односно од материје коју за собом оставља Халејева комета.